# Коктобе (Сузакский район)
Коктобе (каз. Көктөбе) — село в Сузакском районе Туркестанской области Казахстана. Входит в состав Сузакского сельского округа. Код КАТО — 515647200.

## Население
В 1999 году население села составляло 606 человек (308 мужчин и 298 женщин). По данным переписи 2009 года, в селе проживало 717 человек (389 мужчин и 328 женщин).